# Sisarcha
Sisarcha (gr. Σίσαρχα) – miejscowość w Grecji, na Krecie, w administracji zdecentralizowanej Kreta, w regionie Kreta, w jednostce regionalnej Retimno. Leży w gminie Anoja, którą tworzy wraz z miejscowością Anoja. W 2011 roku liczyła 60 mieszkańców.